# Tarasp
Tarasp es una localidad y antigua comuna suiza del cantón de los Grisones, ubicada en el distrito de Inn, círculo de Sur Tasna. Limita al norte con las comunas de Ftan y Scuol, al este con Scuol, al sur con Tschierv y Zernez, y al oeste con Ardez, todas en el valle de la Engadina. Desde el 1 de enero de 2015 forma parte de la comuna de Scuol, tras su fusión con las comunas de Ardez, Ftan, Guarda y Sent.
Fue un enclave del Tirol austriaco dentro de las Tres Ligas desde 1463, hasta que en 1798 pasó a formar parte de la República Helvética.